# زوئی ویز
زوئی ویز (به انگلیسی: Zoe Wees) (زاده ۱۳ مهٔ ۲۰۰۲) خواننده، ترانه‌سرا آلمانی است.